# Koningsdag 2018
De Nederlandse Koningsdag 2018 werd gevierd op 27 april 2018. De jarige koning Willem-Alexander bezocht op die dag Groningen, de hoofdstad van de gelijknamige provincie. Hij werd hierbij vergezeld door koningin Máxima, de prinsessen Amalia, Alexia en Ariane, en de prinsen Constantijn, Maurits, Bernhard, Pieter-Christiaan, Floris en hun echtgenotes.
Burgemeester Peter den Oudsten van Groningen ontving de koninklijke gasten. Hij begeleidde de familie op een wandeling door de stad. Ook sprak de koning met enkele gedupeerden van de aardbevingen in de provincie. Bij het slotfeest op de Vismarkt werd door singer-songwriter Arnold Veeman samen met Groningse gastartiesten het lied "Mien Grunneger Stad" gezongen.
Meer dan veertigduizend mensen waren aanwezig in de binnenstad voor het bezoek van de koninklijke familie.